# Peter Jurgenson
Pour les articles homonymes, voir Jurgenson.
Peter Jurgenson (en russe : Пётр Иванович Юргенсон), né le 5 (17) juillet 1836 à Revel (gouvernement d'Estland) et mort le 20 décembre 1903 (2 janvier 1904 dans le calendrier grégorien) à Moscou, est un éditeur de musique germano-estonien, sujet de l'Empire russe.

## Biographie
Jurgenson naît dans une famille luthérienne fort modeste de Revel. Son père, Johan Kirs, est un petit patron pêcheur d'origine estonienne. Il prend le nom de jeune fille de sa femme Jurgenson, d'origine allemande, ce qui est plus valorisant pour la société locale de l'époque, dont la bourgeoisie et l'élite sont germanophones. Le père de famille gagne durement le pain de sa famille qui consiste en deux filles et trois fils et meurt jeune. Les enfants sont élevés dans la stricte foi luthérienne et l'amour du travail par leur mère. Peter étudie à Revel, puis est envoyé à l'âge de quatorze ans à Saint-Pétersbourg chez son frère aîné Josef qui travaille au magasin d'éditions musicales Bernard. Le jeune Peter apprend la gravure, dévore les livres, et suit des cours du dimanche, tout en étant apprenti aux éditions musicales Stellovski, puis Bietner. Il est employé en 1859 chez les éditions musicales des frères Schildbach de Moscou. Trois ans plus tard (il a vingt-six ans), il peut ouvrir sa propre affaire d'éditions musicales, grâce au soutien financier de Nikolaï Rubinstein, avec qui il entretient des rapports cordiaux jusqu'à la fin de sa vie. Ses premières partitions éditées sont d'abord une gavotte de Bach, puis l'œuvre complète pour piano de Mendelssohn (1862), première édition à l'époque, les romances de Schubert (1864), des œuvres de Weber, de Dargomyjsky et de Rubinstein, etc. Modeste Tchaïkovski souligne dans la biographie qu'il consacre à son frère que Jurgenson a refusé de centrer ses publications autour de la musique lègère (musique de danse, chansons tziganes, etc.), mais qu'il a été le premier éditeur musical de Russie à publier les œuvres majeures de la musique classique allemande et à éditer celles d'auteurs russes débutants dont Piotr Tchaïkovski, qui lui est resté fidèle toute sa vie.
La prospérité de sa maison d'éditions est rapide et il peut acheter d'autres petites maisons musicales concurrentes. À la fin du XIXe siècle, Jurgenson est l'éditeur musical le plus important de tout l'Empire russe. Il ouvre en 1897 une filiale à Leipzig, puis dans d'autres villes européennes.
Le succès de son entreprise est fondé sur l'édition de musiques classiques grand public, ce qui lui permet d'éditer aussi des œuvres de musique classique moins rentables et de lancer des talents moins connus. Il est surtout célèbre pour avoir été l'éditeur des principales œuvres de Tchaïkovsky avec lequel il était en rapports fréquents. Tchaïkovsky l'aide à corriger et publier l'œuvre de Dimitri Bortnianski (1751-1825). Jurgenson édite par exemple les œuvres des compositeurs russes de l'époque, Rimski-Korsakov, Moussorgski, etc. et l'œuvre pour piano de Beethoven, Mendelssohn, Chopin, Schumann et les opéras de Wagner.
Jurgenson étaient en si bons termes avec Tchaïkovsky que celui-ci lui dédie sa première romance Larme tremblante et séjourne chez lui et son épouse Sophie à Moscou lorsqu'il s'y rend. L'imprimerie et la maison d'éditions se trouvent à partir de 1875 non loin de l'hôtel particulier de l'éditeur qui est rue Kolpatchny au numéro 9. L'imprimerie est reconstruite et rehaussée en 1895. Le magasin de musique, quant à lui, se trouve dans l'élégante rue du Pont des Forgerons à deux pas du théâtre Bolchoï, à l'emplacement de l'ancien restaurant Yar.
Jurgenson collabore étroitement dès 1862 avec la Société musicale russe, dont il fait partie du comité directeur dès 1875.
Après la mort de Peter Jurgenson, ses fils Boris (de facto l'unique directeur) et Grigori héritent de ses affaires florissantes. Les éditions et tous leurs biens sont nationalisés en 1918, lorsque la Russie bolchévique abolit le droit de propriété. Les éditions Jurgenson sont donc transformées en une nouvelle entité intitulée Maison d'édition musicale d'État (Gossmouzizdat).

## Filmographie
Le rôle de Jurgenson est tenu par l'acteur Victor Khoriniak dans le film de Kirill Serebrennikov, La Femme de Tchaïkovski, sorti en 2023 en France.

## Source
- (ru) Cet article est partiellement ou en totalité issu de l’article de Wikipédia en russe intitulé « Юргенсон, Пётр Иванович » (voir la liste des auteurs).